# 田島宣弘
田島宣弘（たじま のぶひろ、1980年11月7日 - ）は、日本の陸上競技選手。専門は短距離走。100mの自己ベストは10秒13。

## 経歴
2002年5月、水戸で行われた水戸国際陸上競技大会の100mに出場し、日本歴代5位（当時）に相当する10秒13をマークして2位に入った。このレースを制した末續慎吾は日本歴代3位（当時）の10秒05をマークしている。
2002年6月、金沢で行われた第86回日本陸上競技選手権大会の100mに出場し、10秒05の大会新記録をマークした朝原宣治に次ぐ2位に入った。
2002年9-10月、韓国・釜山で行われた第14回アジア競技大会の100mに出場するも予選敗退に終わった。
2003年7月、横浜で行われた第72回日本学生陸上競技対校選手権大会の100mで初優勝を果たした。
2003年8月、韓国・大邱で行われた第22回ユニバーシアードの100mに出場し、石倉一希と共に決勝に進出して4位入賞を果たした（石倉は7位）。同種目での日本選手の決勝進出は1973年モスクワ大会の石沢隆夫以来、実に30年ぶりだった。

## 自己ベスト
| 種目 | 記録               | 年月日        | 場所   | 備考 |
| 屋外 | 屋外               | 屋外          | 屋外   | 屋外 |
| ---- | ------------------ | ------------- | ------ | ---- |
| 100m | 10秒13 （+1.9m/s） | 2002年5月6日  | 水戸市 |      |
| 200m | 21秒36 （0.0m/s）  | 2001年7月1日  | 東京都 |      |
| 室内 |                    |               |        |      |
| 60m  | 6秒79              | 2002年2月23日 | 横浜市 |      |